# Aleksandr Beglov
Aleksandr Dmitrievič Beglov (in russo Алекса́ндр Дми́триевич Бегло́в?; Baku, 19 maggio 1956) è un politico russo, nominato Governatore ad interim di San Pietroburgo nell'ottobre 2018, nelle elezioni governative di San Pietroburgo del 2019, Beglov ha vinto con il 64,43% dei voti. Ha il grado civile di Consigliere di Stato effettivo della Federazione Russa di 1ª classe.

## Biografia
Beglov è nato a Baku nel maggio 1956. Nel 1983 si è laureato in ingegneria industriale presso l'Università statale di architettura e ingegneria civile di Leningrado e nel 2003 presso l'Accademia Nord-Ovest dell'amministrazione pubblica.

## Vita privata
Sposato con Natal'ja Beglova, ha tre figli.
Sua moglie presiede il Dipartimento di Registrazione Civile all'interno dell'Amministrazione della Città di San Pietroburgo. Una figlia è a capo del Comitato per la cultura legale di San Pietroburgo.